# Eunice palauensis
Eunice palauensis är en ringmaskart som beskrevs av Toru Okuda 1937. Eunice palauensis ingår i släktet Eunice och familjen Eunicidae. Inga underarter finns listade i Catalogue of Life.